# Callipseustes parambicola
Callipseustes parambicola là một loài bướm đêm trong họ Geometridae.